# Liste der Gewässer im Flusssystem des Durchgehenden Altrheinzugs
Die Liste der Gewässer im Flusssystem des Durchgehenden Altrheinzugs umfasst die direkten und indirekten Zuflüsse des Durchgehenden Altrheinzugs. Das rund 43 km lange Nebengewässer des Rheins zweigt nördlich von Breisach vom Oberrhein ab und verläuft durch die Rheinauen in den baden-württembergischen Landkreisen Breisgau-Hochschwarzwald und Emmendingen sowie im Ortenaukreis, wo er bei Schwanau-Wittenweier von rechts in die Elz mündet. Die Elz fließt nach 37 km südlich von Kehl dem Rhein zu. Der Altrheinzug entstand in den 1960er Jahren durch die Verbindung vorhandener Altrheine, um die ökologischen Folgen des Ausbaus des Oberrheins für die Schifffahrt und die Energiegewinnung zu begrenzen.

## Hierarchische Liste der Zuflüsse und Seen
Liste der Zuflüsse und  Seen von der Quelle zur Mündung. Gewässerlänge, Seefläche, und Höhe nach den entsprechenden Layern auf der Onlinekarte der LUBW. Die Onlinekarte (mit topographischem Hintergrundlayer und Gewässerlayern), zu der ein Link zu Beginn der → Einzelnachweisen ganz unten führt, zeigt ein Gesamtbild des Einzugsgebietes. Andere Quellen für die Angaben sind vermerkt. Aufgenommen sind die im AWGN enthaltenen Gewässer innerhalb des dort definierten Einzugsgebiets des Durchgehenden Altrheinzugs.

### Südlich des Limbergs
Abzweig des Durchgehenden Altrheinzugs (lokaler Name: Waldschlut) auf etwa 188 m ü. NHN vom Rhein bei km 287,8 nördlich des Pionierhafens Breisach.
- → (Abgang des Rheinseitengrabens Breisach) nach links auf etwa 187 m ü. NHN im Kolksee direkt nach dem Durchlassbauwerk am Rheindamm, siehe unten.
- Links auf etwa 185 m ü. NHN der Waldweiher südwestlich des Oberen Hartwalds, etwa 0,5 ha. Altwasser mit großflächigem Quelltopf und nur mäßigem Abfluss, entwässert zum Durchgehenden Altrheinzug.[LUBW 4]
- Rechts auf etwa 185 m ü. NHN das Waldloch südwestlich des Jägerhofs, etwa 0,5 ha. Künstlich erweiterter Quelltopf, als Fischereigewässer genutzt.[LUBW 5]
- ↓ (Ab dem Gewann Soldatenkopfgrund lokaler Name Rappennestgießen.)
- Links auf etwa 183 m ü. NHN der Burkheimer Baggersee, etwa 41,5 ha.

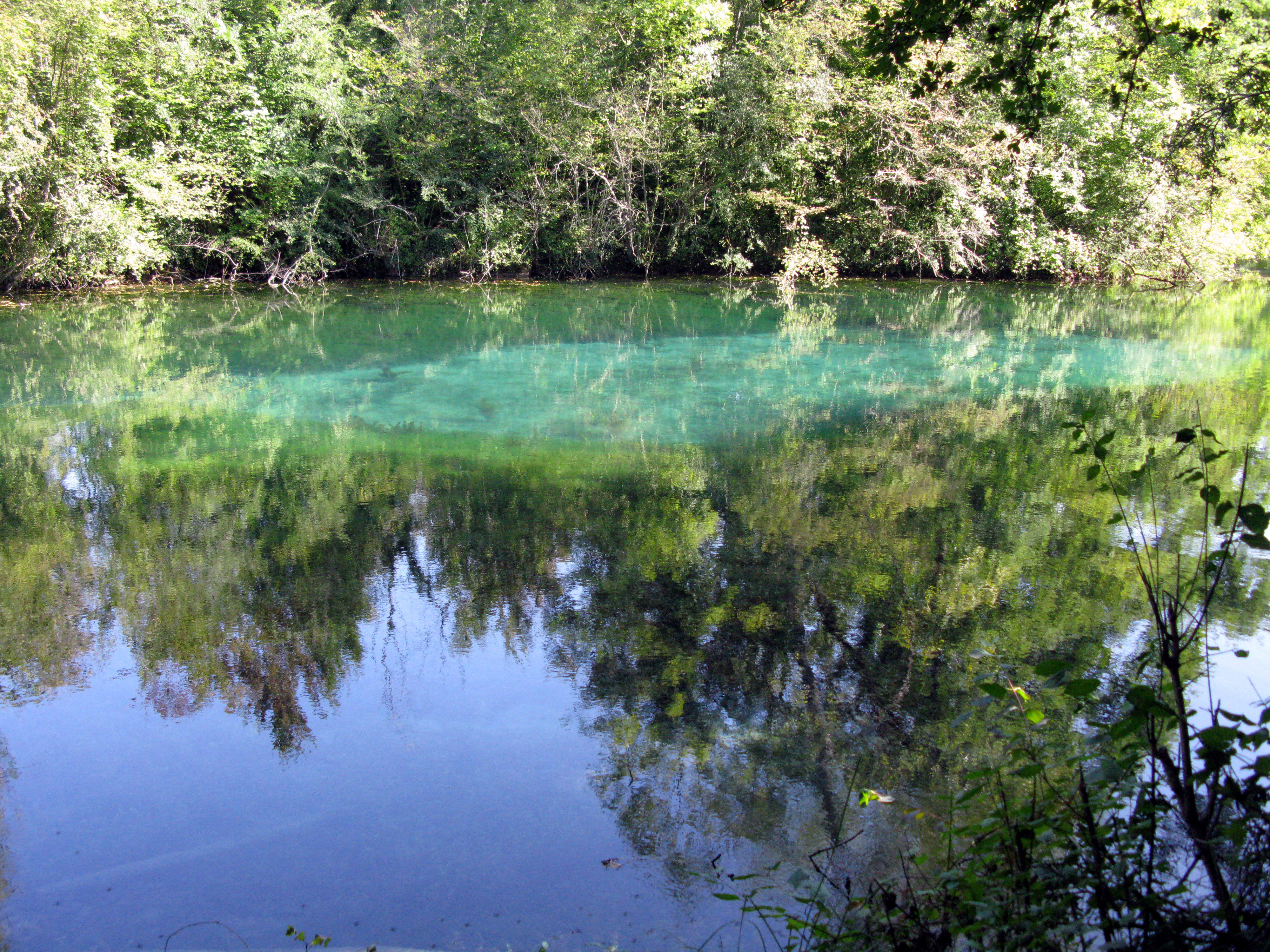
Rappennestgießen-Ost

- → (Abgang Rappennestgießen-Ost) nach rechts auf etwa 182 m ü. NHN beim Gewann Messergrien, siehe unten.
- Rappennestgießen-Ost, von rechts auf etwa 182 m ü. NHN bei der Kläranlage von Burkheim, 1,0 km. Entsteht als Abzweig vom Durchgehenden Altrheinzug, siehe oben.
  -  Durchfließt auf etwa 182 m ü. NHN eine seenartige Erweiterung nördlich des Kälberwörths, etwa 0,5 ha. Altwasser mit grundwassergespeisten Quelltöpfen, klares, stellenweise azurblaues, stenothermes Wasser.[LUBW 6]
- Rheinseitengraben Breisach, von links auf etwa 181 m ü. NHN bei den Sportplätzen von Burkheim, 6,4 km. Entsteht als Abzweig vom Durchgehenden Altrheinzug, siehe oben.
  -  Rechts auf etwa 183 m ü. NHN zwei Altwasser beim Entenlochwinkel, etwa 1,4 ha.
  -  Rechts auf etwa 183 m ü. NHN ein Weiher hinter den beiden Altwassern, etwa 0,12 ha. Extensiv genutzter Fischweiher mit Steilufern.[LUBW 7]
  - Steingrienkehle, von rechts auf etwa 181 m ü. NHN bei den Sportplätzen von Burkheim, 0,4 km. Entsteht auf etwa 182 m ü. NHN im Gewann Steingrien direkt neben dem Rheinseitengraben Breisach.
- ↓ (Ab der Einmündung des Rheinseitengrabens Breisach lokaler Name Durchgehender Altrheinzug.)
- ☓ (Überquert auf etwa 182 m ü. NHN im Gewann Plan das Blauwasser.)

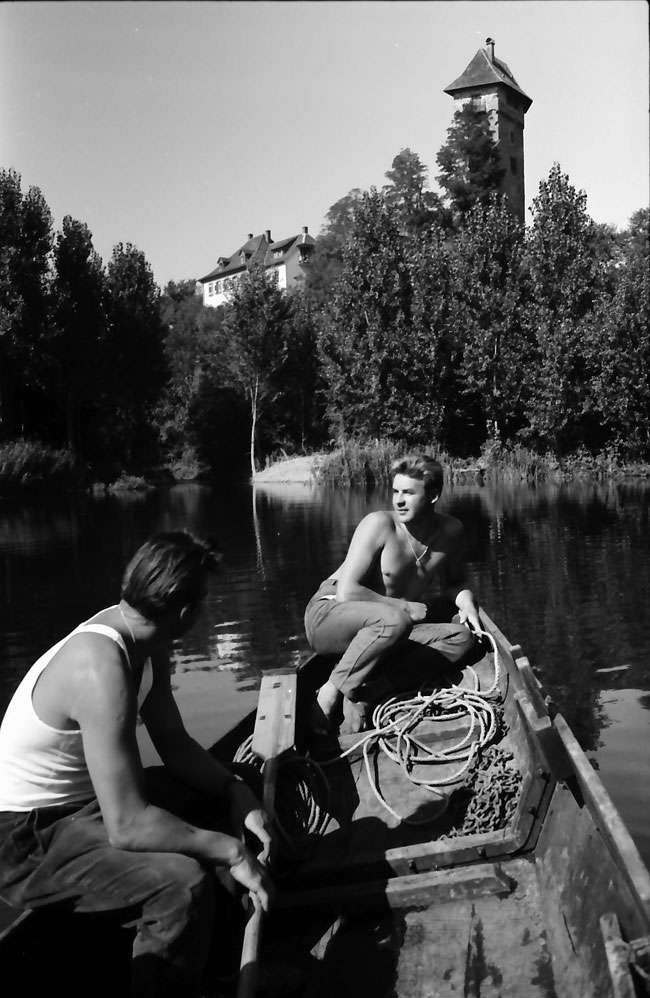
Kahnfahrt auf Altrhein unterhalb der Burg Sponeck (Willy Pragher, 1962)

- Durchfließt auf etwa 181 m ü. NHN ein Altwasser unterhalb der Burg Sponeck, etwa 1,5 ha.
- → (Abgang des Verbindungsgrabens) nach links auf etwa 181 m ü. NHN im Altwasser bei der Burg Sponeck, mündet nach 0,1 km in das Blauwasser. Das Blauwasser fließt nach 0,9 km dem Restrhein im Bereich des Schleusenkanals Marckolsheim zu.
- ↓ (Ab dem Abzweig des Verbindungsgrabens lokaler Name Großmattenrhein.)
- Schlute 2 Jechtingen, von rechts auf etwa 181 m ü. NHN im Altwasser bei der Ruine Sponeck, 1,4 km. Entsteht auf etwa 183 m ü. NHN als Abzweig vom Blauwasser bei der Kläranlage Burkheim.
  -  Links auf etwa 182 m ü. NHN 5 Weiher im Gewann Plan, etwa 1,2 ha.
- Links auf etwa 180 m ü. NHN ein Fischweiher in einer ehemaligen Kiesgrube südwestlich von Jechtingen,[LUBW 8] etwa 0,22 ha.
- → (Abgang des Zweigarms Bubenbad) nach links auf etwa 180 m ü. NHN beim Gewann Aukopf westlich von Jechtingen, siehe unten.

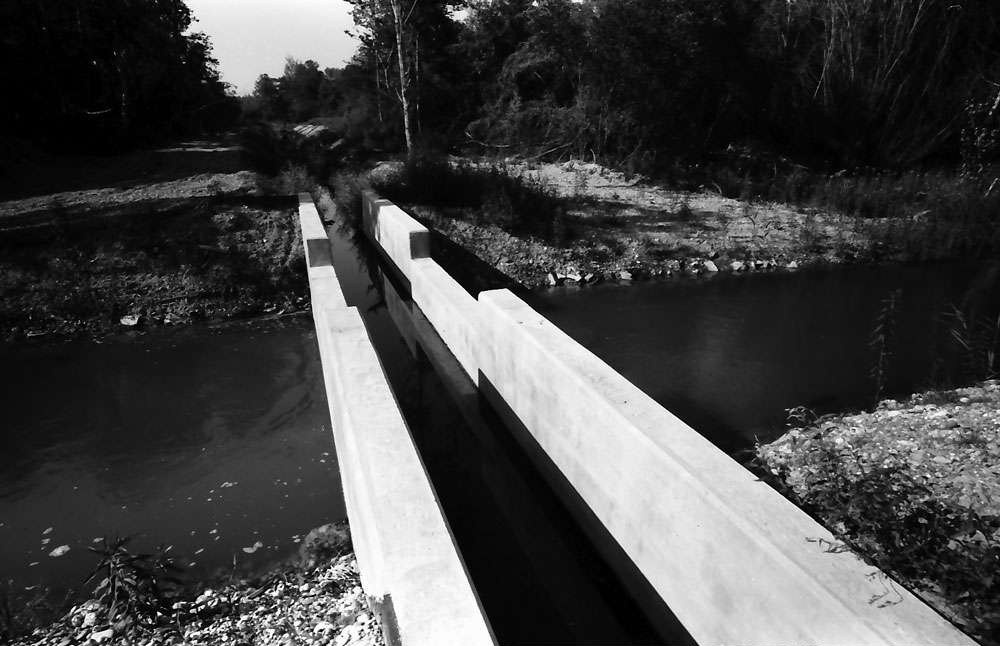
Aquädukt über Altrheinarm bei Jechtingen (Willy Pragher, 1962)

- ☓ (Unterquert auf etwa 179 m ü. NHN westlich der Jechtinger Sportplätze den Jechtinger Dorfbach, siehe unten.)
- Bubenbach, von links auf etwa 179 m ü. NHN bei Gewann Weid nördlich von Jechtingen, 1,9 km. Entsteht als Abzweig vom Durchgehenden Altrheinzug, siehe oben.
  - Fritzengraben, von links auf etwa 179 m ü. NHN nördlich der Sportplätze von Jechtingen, 0,5 km. Entsteht auf etwa 180 m ü. NHN als Abzweig vom Restrhein bei km 237,8 oberhalb einer Grundschwelle.
  - ☓ (Unterquert auf etwa 178 m ü. NHN nordwestlich der Jechtinger Sportplätze den Jechtinger Dorfbach, siehe unten.)
- Jechtinger Dorfbach, von links auf etwa 177 m ü. NHN am Lausbühl südlich von Sasbach, 3,9 km. Entsteht auf etwa 202 m ü. NHN im Gewann Unteres Ried in den Weinbergen zwischen Jechtingen und Leiselheim.
  - Rossgraben, von rechts auf etwa 183 m ü. NHN am westlichen Ortsrand von Jechtingen, 0,7 km.
    - Entsteht im nicht dauereingestauten Hochwasserrückhaltebecken V mit einem gewöhnlichen Hochwasserrückhalteraum von 5.500 m³[LUBW 9] am östlichen Ortsrand von Jechtingen auf etwa 191 m ü. NHN.

  - ☓ (Unterquert auf etwa 179 m ü. NHN westlich der Jechtinger Sportplätze den Durchgehenden Altrheinzug, siehe oben.)
  - ☓ (Überquert auf etwa 178 m ü. NHN nordwestlich der Jechtinger Sportplätze das Bubenbad, siehe oben.)
- Links auf etwa 178 m ü. NHN ein Tümpel in einer früheren Kiesentnahmestelle[LUBW 10] südwestlich des Gewanns Dorfinsel, etwa 0,21 ha.
- Rechts auf etwa 179 m ü. NHN ein Tümpel nördlich des Gewanns Lausbühl, etwa 0,06 ha.
- → (Abgang des Sasbacher Altrheins) nach rechts auf etwa 178 m ü. NHN bei der Rheinauenschule von Sasbach, mündet nach 1,7 km auf etwa 178 m ü. NHN von rechts in den Restrhein.
- Rechts auf etwa 178 m ü. NHN ein Badesee (ehemaliger Baggersee) auf der Leopoldsinsel westlich von Sasbach, etwa 1,3 ha.
- Zuleitung Großmattenrhein, von links auf etwa 178 m ü. NHN beim Gewann Hasenkopf, 0,3 km. Zweigt auf etwa 178 m ü. NHN bei km 239,5 oberhalb einer Grundschwelle vom Restrhein ab.
- ☓ (Überquert auf etwa 178 m ü. NHN westlich der Kläranlage Sasbach den Sasbacher Altrhein.)
- → (Abgang der Ausleitung Großmattenrhein) nach links auf etwa 179 m ü. NHN beim Zinken Am Rhein (zu Sasbach), mündet nach 0,2 km bei km 240,1 von rechts in den Restrhein.

### Vom Limberg bis zum Leopoldskanal
- ↓ (Ab dem Abgang der Ausleitung Großmattenrhein lokaler Name Weisweiler Mühlbach. Verläuft unterhalb der Burg Limburg und des Limbergs auf knapp 400 m verdolt.)
- Links auf etwa 175 m ü. NHN ein Altwasser im Norden des Gewanns Burggrien, etwa 0,03 ha.
- ☓ (Kreuzt auf etwa 174 m ü. NHN westlich von Wyhl im Süden des Oberwalds den Inneren Rhein (lokaler Name: Weisweiler Mühlbach).)
- ↓ (Ab der Kreuzung mit dem Inneren Rhein lokaler Name Grienwasser.)
- Ausleitung Neuer Weisweiler Mühlbach, von links auf etwa 174 m ü. NHN westlich von Wyhl im Süden des Oberwalds, 0,1 km. Entsteht auf etwa 174 m ü. NHN als Abzweig vom Inneren Rhein (lokaler Name: Neuer Weisweiler Mühlbach), siehe unten.
- Links auf etwa 174 m ü. NHN der Baggersee Wyhl-Oberwald, etwa 20,4 ha.
- Schlute Entengrund, von links auf etwa 173 m ü. NHN beim Entengrund oberhalb der Brücke der Wyhler Rheinstraße, 0,7 km. Entsteht als Abzweig vom (Rheinseitengraben Wyhl/Weisweil), siehe unten.
- Schlut im Weiher,[LUBW 11] von rechts auf etwa 172 m ü. NHN östlich der Wyhler Rheinstraße, 0,6 km. Entsteht im
  -  Seerosenloch[LUBW 12] auf etwa 172 m ü. NHN westlich der Wyhler Mühle, etwa 0,40 ha.
- Rechts auf etwa 173 m ü. NHN 2 sehr kleine Altwässer im Süden des Gewanns Toter Mann, etwa 0,04 ha.
- → (Abgang der Hasenkopfkehle) nach links auf etwa 172 m ü. NHN östlich der NATO-Rampe Wyhl, mündet nach 2,3 km in die Hasenkehle, siehe unten.
- ↓ (Ab der Grenze zwischen den Gemeinden Wyhl und Weisweil lokaler Name Durchgehender Altrheinzug.)
- Hexenkehle, von links auf etwa 170 m ü. NHN südlich des Dreherskopfes, 1,9 km. Entsteht als Abzweig von der Hasenkopfkehle, siehe unten.
- → (Abgang des Zweigarms Hegwasser) nach rechts auf etwa 170 m ü. NHN oberhalb der Brücke des Neuen Großkopfweges, mündet nach 1,4 km in die Hansenkehle, siehe unten.
- Hasenkehle, von links auf etwa 170 m ü. NHN an der Kreisstraße 5135 (Rheinufer–Weisweil), 2,2 km. Entsteht auf etwa 171 m ü. NHN im Norden des Hasenkopfes.
  - → (Abgang des Zweigarms Neu Rheingießen Seitenarm) nach links auf etwa 171 m ü. NHN am Oberen Großkopf, Länge 0,1 km, siehe unten.
  - Hasenkopfkehle, von rechts auf etwa 171 m ü. NHN am Oberen Großkopf, 2,3 km. Entsteht als Abzweig vom Grienwasser, siehe oben.
    - → (Abgang der Hexenkehle) nach rechts auf etwa 171 m ü. NHN an der Brücke der Prozessallee, mündet nach 1,9 km in den Durchgehenden Altrheinzug, siehe oben.

  - Neu Rheingießen Seitenarm, von links auf etwa 171 m ü. NHN am Oberen Großkopf, 0,1 km. Zweigarm der Hasenkehle, siehe oben.Hasenkehle beim Abzweig der Großkopfkehle

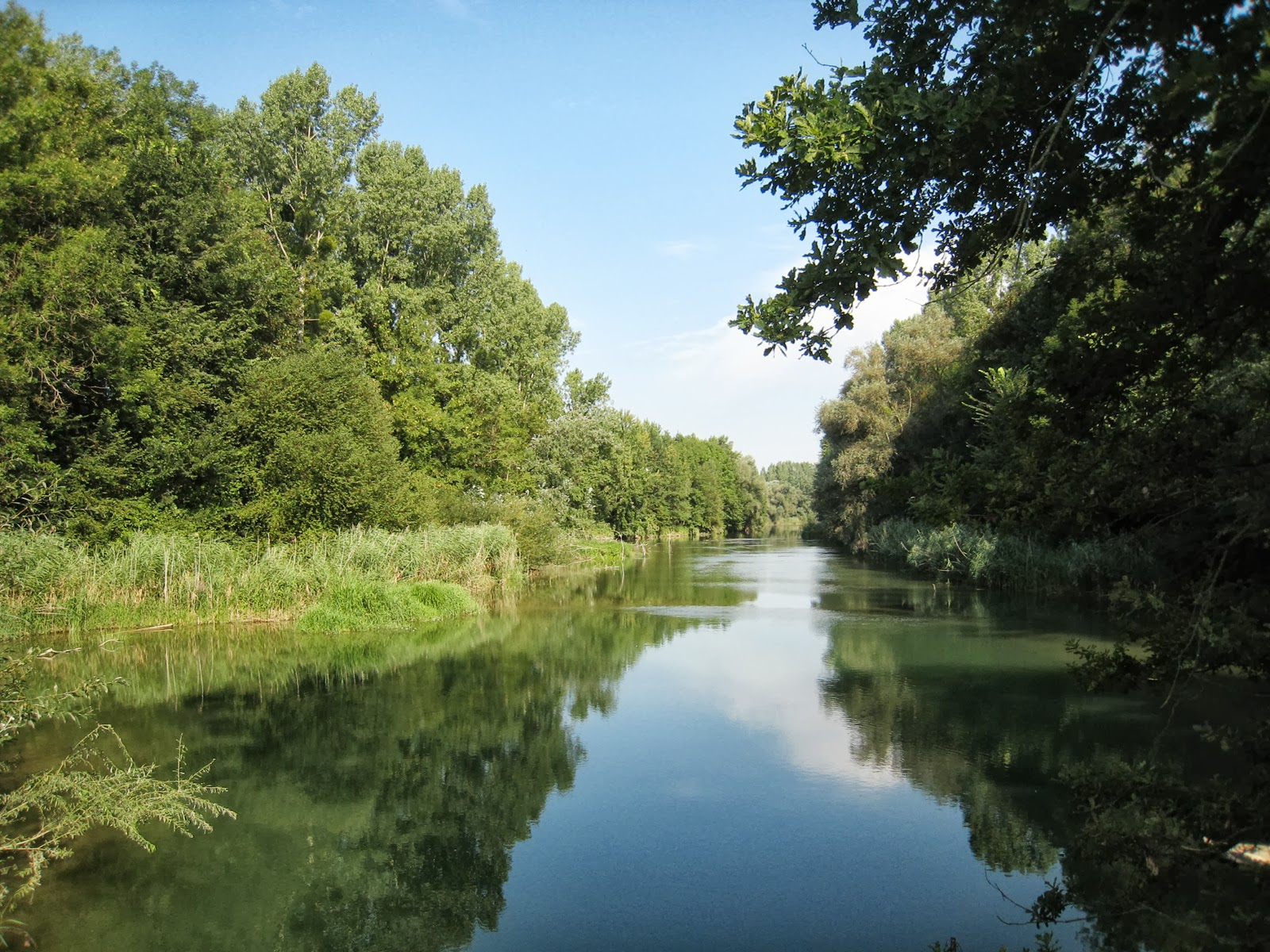
Hasenkehle beim Abzweig der Großkopfkehle

  - → (Abgang der Großkopfkehle) nach links auf etwa 171 m ü. NHN an der Brücke des Alten Großkopfweges, mündet nach 1,6 km in den (Rheinseitengraben Wyhl/Weisweil), siehe unten.
- ↓ (Ab der Einmündung der Hasenkehle lokaler Name Hansenkehle.)
- (Rheinseitengraben Wyhl/Weisweil), von links auf etwa 170 m ü. NHN an der Kreisstraße 5135, 5,5 km. Entsteht auf etwa 174 m ü. NHN westlich des Baggersees Wyhl-Oberwald als Abzweig der (Materialentnahme beim Baggersee Wyhl), siehe unten.
  -  Durchfließt in seinem Gesamtlauf 7 meist rechteckige Seen, durch Materialentnahme beim Bau des Rheinseitendamms entstanden.[1] Zusammen etwa 5,4 ha.
  - → (Abgang der Schlute Entengrund) nach rechts auf etwa 173 m ü. NHN beim Gewann Ruhwald, mündet nach 0,7 km, in den Durchgehenden Altrheinzug (lokaler Name Grienwasser), siehe oben.
  -  Rechts auf etwa 172 m ü. NHN der Baggersee am Hasenkopf,[LUBW 13] etwa 0,39 ha.
  - Sandrückengrund, von links auf etwa 171 m ü. NHN beim Bootsanleger von Weisweil, 0,6 km. Entsteht auf etwa 169 m ü. NHN am Stauwehr Rheinau, verläuft am Fuß des Rheindamms.
  - Großkopfkehle, von links auf etwa 170 m ü. NHN beim Bootsanleger von Weisweil, 1,6 km. Entsteht als Abzweig von der Hasenkehle, siehe oben.
  - → (Abgang der Zollgrundkehle) nach links auf etwa 169 m ü. NHN an der Kreisstraße 5135 beim Gewann Zollgrund, mündet nach 3,1 km in den Durchgehenden Altrheinzug, siehe unten.
- Links auf etwa 168 m ü. NHN ein Weiher im Zollgrund, etwa 0,17 ha.
- (Kehle an der Großgrundallee), von rechts auf etwa 169 m ü. NHN bei der Brücke des Balzerswegs, 0,8 km. Entsteht auf etwa 169 m ü. NHN am Waldweg Großgrundallee.
- Hegwasser, von rechts auf etwa 168 m ü. NHN östlich des Balzerswegs, 1,4 km. Zweigt vom Durchgehenden Altrheinzug ab, siehe oben.
- ↓ (Ab Einmündung des Hegwassers lokaler Name Stückerkehle.)
- → (Abgang des (Gießens westlich des Moosmichelskopfes)) nach links auf etwa 168 m ü. NHN südlich des Gewanns Moosmichelskopf, mündet nach 0,8 km in die Zollkopfkehle, siehe unten.
- → (Abgang des (Zweigarms Moosmichelskopf)) nach rechts auf etwa 167 m ü. NHN im Süden des Gewanns Moosmichelskopf, 0,7 km.
- Links auf etwa 168 m ü. NHN der Baggersee am Moosmichelskopf, etwa 0,20 ha.
- (Zweigarm Moosmichelskopf), von rechts auf etwa 167 m ü. NHN im Norden des Gewanns Moosmichelskopf, 0,7 km langer Zweigarm der Stückerkehle.
- Zollgrundkehle, von links auf etwa 168 m ü. NHN nördlich des Moosmichelskopfes, 3,1 km. Entsteht als Abzweig vom (Rheinseitengraben Wyhl/Weisweil), siehe oben.
  - → (Abgang des Zweigarms Badesee Weisweil) nach links auf etwa 169 m ü. NHN am Stauwehr Rheinau, 0,7 km.
    -  Durchfließt auf etwa 169 m ü. NHN den (Badesee Weisweil) beim Stauwehr Rheinau, etwa 1,4 ha.

  - Badesee Weisweil, von links auf etwa 169 m ü. NHN nördlich des Zollgrundes, 0,7 km langer Zweigarm der Zollgrundkehle.
  -  Links auf etwa 168 m ü. NHN ein Stillgewässer nahe dem Restrhein bei Rhein-km 250,2, etwa 0,25 ha.
  - (Gießen westlich des Moosmichelskopfes), von rechts auf etwa 168 m ü. NHN nördlich des Dornmührlewegs, 0,8 km. Abzweig der Stückerkehle, siehe oben.
  - → (Abgang des Hausener Rheinles) nach links auf etwa 168 m ü. NHN südlich des Gewanns Enge, mündet nach 1,5 km in den Durchgehenden Altrheinzug, siehe unten.
  -  Rechts auf etwa 167 m ü. NHN Altwasser in verlandender Schlute,[LUBW 14] etwa 0,07 ha.
- ↓ (Ab der Mündung der Zollgrundkehle lokaler Name Durchgehender Altrheinzug.)
- Rechts auf etwa 167 m ü. NHN verlandendes Altwasser östlich des Judenkopfes,[LUBW 15] etwa 0,09 ha.
- Hausener Rheinle, von links auf etwa 167 m ü. NHN südöstlich des Gewanns Faschinenwald, 1,5 km. Abzweig von der Zollgrundkehle, siehe oben.
  - Bottenrhein von links auf etwa 168 m ü. NHN westlich des Gewanns Enge, 0,8 km. Abzweig vom Restrhein bei Rhein-km 250,8 auf etwa 168 m ü. NHN.
    - → (Abgang der Judenkopfkehle) nach links auf etwa 168 m ü. NHN südlich des Gewanns Judenkopf, nicht zum Einzugsgebiet des Durchgehenden Altrheinzugs gehörig.
- → (Abgang des Unteren Altwassers) nach links auf etwa 167 m ü. NHN oberhalb des Leopoldskanal-Dükers, nicht zum Einzugsgebiet des Durchgehenden Altrheinzugs gehörig.
- → (Abgang der Entlastung Durchgehender Altrheinzug) nach links oberhalb des Leopoldskanal-Dükers, mündet nach 0,1 km in den Leopoldskanal.

### Vom Leopoldskanal bis zur Mündung des Inneren Rheins
- ☓ (Unterquert auf etwa 167 m ü. NHN den Leopoldskanal in einem Düker.)
- ☓ (Unterquert direkt nach der Unterquerung des Leopoldskanals den Stückergraben, der zuvor neben dem Durchgehenden Altrheinzug den Leopoldskanal unterquert.)
- Durchfließt nördlich des Dükers auf etwa 166 m ü. NHN den rund 50 m breiten Altrheinbogen Weier/Halbmond[2] etwa 2,5 ha.
- → (Abgang des Zweigarms Dornskopf, lokaler Name Entenhott) nach links auf etwa 166 m ü. NHN im Norden des Altrheinbogens Weier/Halbmond, Rückfluss nach 5,8 km, siehe unten.
- Ausleitung Entenhott, von links auf etwa 164 m ü. NHN nördlich des Gewanns Oberer Langgrien, 1,0 km.[LUBW 16] Abzweig vom Dornskopf, siehe unten.
  -  Durchfließt auf etwa 164 m ü. NHN ein kleines Altwasser im Hutterngrund, etwa 0,06 ha.
  -  Durchfließt auf etwa 164 m ü. NHN einen breiten Gießen im Hutterngrund,[LUBW 17] etwa 0,91 ha.
- Durchfließt auf etwa 164 m ü. NHN einen breiten Gießen,[LUBW 17] etwa 5,6 ha. Das Stillgewässer wird im südlichen Teil von der Ausleitung Entenhott, im nördlichen Teil vom Durchgehenden Altrheinzug durchflossen.
- Durchfließt auf etwa 164 m ü. NHN eine rund 50 m breite Aufweitung im Westen des Gewanns Untere Langgrien, etwa 0,96 ha.

### Zufluss Innerer Rhein oberhalb des Stückerwassers
- Innerer Rhein, von rechts auf etwa 164 m ü. NHN am Rheindamm südlich einer Abhöranlage des Bundesnachrichtendienstes mit der Tarnbezeichnung „Ionosphäreninstitut“,[3] 15,8 km. Entsteht auf etwa 174 m ü. NHN mit dem lokalen Namen Neuer Weisweiler Mühlbach als Abzweig vom Rhein bei km 242,8 westlich von Wyhl am Kaiserstuhl.
  - (Materialentnahme beim Baggersee Wyhl), von links auf etwa 174 m ü. NHN am Rheindamm bei km 242,8, 0,8 km. Entsteht auf etwa 174 m ü. NHN als Abzweig vom Rhein bei km 243,5.
    -  Durchfließt auf etwa 175 m ü. NHN eine durch Materialentnahme beim Bau des Rheinseitendamms entstandene Aufweitung,[1] etwa 2,9 ha.
    - → (Abgang des (Rheinseitengrabens Wyhl/Weisweil) nach links auf etwa 174 m ü. NHN am Rheindamm bei km 243,5, 5,5 km, siehe oben.)

  - → (Abgang der Ausleitung Neuer Weisweiler Mühlbach) nach links auf etwa 174 m ü. NHN westlich von Wyhl im Süden des Oberwalds, mündet nach 0,1 km in den Durchgehenden Altrheinzug (lokaler Name Grienwasser), siehe oben.
  - ↓ (Ab dem Abgang der Ausleitung Neuer Weisweiler Mühlbach lokaler Name Weisweiler Mühlbach.)
  - ☓ (Kreuzt auf etwa 174 m ü. NHN westlich von Wyhl im Süden des Oberwalds  den Durchgehenden Altrheinzug, siehe oben.)
  - Tuchbleiche, von rechts auf etwa 172 m ü. NHN bei der Brücke der Wyhler Rheinstraße über den Weisweiler Mühlbach, 0,9 km. Entsteht auf etwa 172 m ü. NHN am Mühlenweg südlich der Wyhler Mühle.
    -  Rechts auf etwa 172 m ü. NHN ein Altwasser südlich der Wyhler Mühle, etwa 0,53 ha.

  - Heiligenwertgraben, von rechts auf etwa 170 m ü. NHN südwestlich von Weisweil beim Gewann Enzern und Klauser, 2,0 km. Entsteht auf etwa 173 m ü. NHN westlich der Wüstung Wellingen.
  - ☓ (überquert auf etwa 171 m ü. NHN beim Gewann Sandweier das Stückerwasser (lokaler Namen Muhrgraben), siehe unten.)
  - Brunnenwasser, von links auf etwa 167 m ü. NHN beim Gewann Hohnau nördlich von Weisweil, 0,5 km. Entsteht auf etwa 168 m ü. NHN bei Gewann Zieglersgrünle.
  -  Rechts auf etwa 167 m ü. NHN ein Teich beim Gewann Hohnau-Grünle, etwa 0,26 ha.
  -  Rechts auf etwa 169 m ü. NHN der Baggersee im Gewann Kreut südlich der Landesstraße 104 (Weisweil–Oberhausen), etwa 0,84 ha.
  - (Graben am Leopoldskanal), von rechts auf etwa 167 m ü. NHN beim Gewann Breitgießen, 0,4 km. Entsteht auf etwa 166 m ü. NHN nördlich der Landesstraße 104.

### Zufluss Stückerwasser

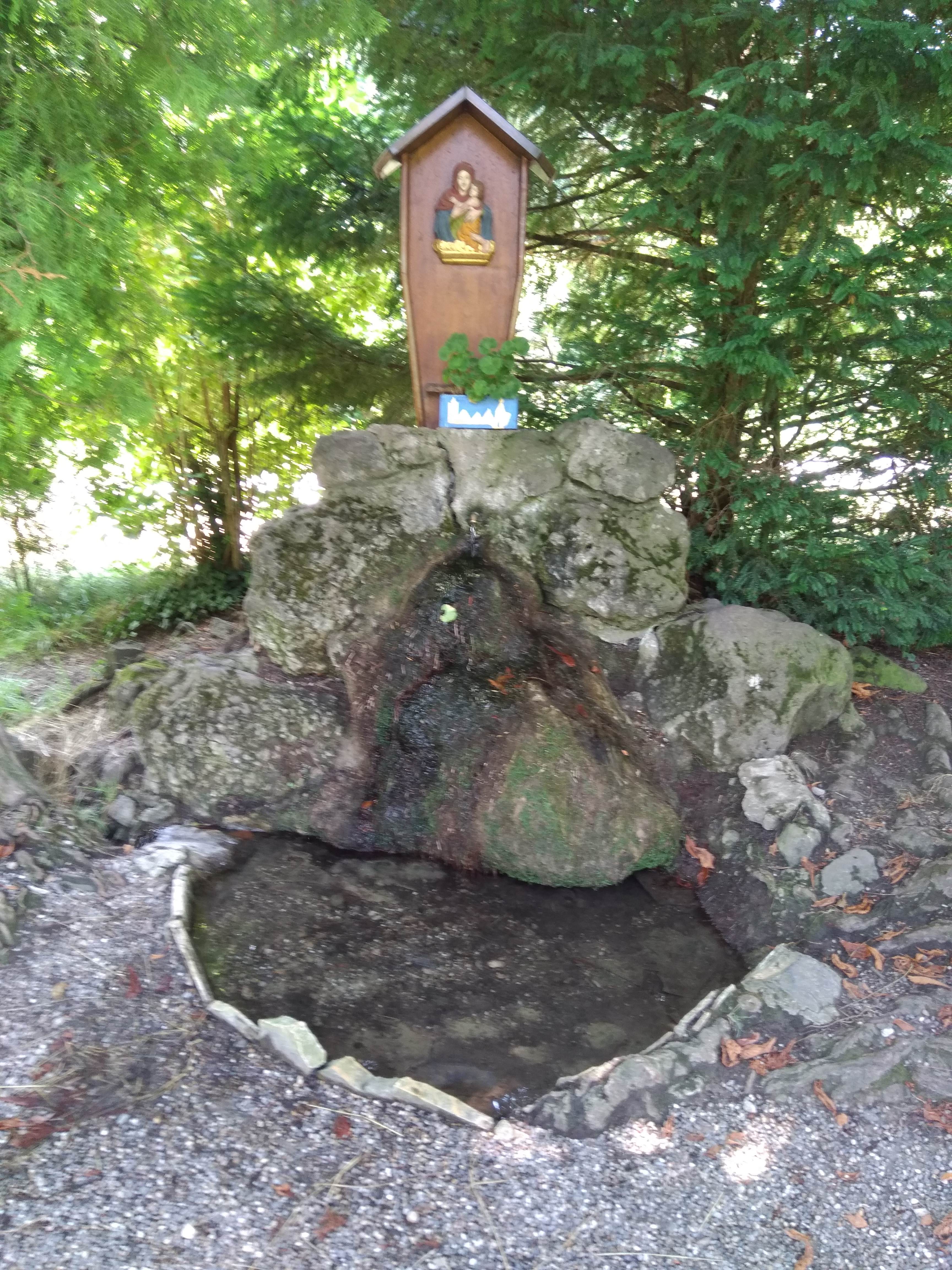
Marienquelle im Erletal

- - Stückerwasser , von links auf etwa 167 m ü. NHN oberhalb des Leopoldskanal-Dükers beim Gewann Breitgießen, 15,4 km. Entsteht auf etwa 242 m ü. NHN unter dem lokalen Namen Erletalgraben im Naturschutzgebiet Erletal südlich der Stadt Endingen am Kaiserstuhl.
    -  Durchfließt auf etwa 203 m ü. NHN einen Weiher im Erletal, etwa 0,17 ha.[4]
    -  Durchfließt auf etwa 202 m ü. NHN den Erleweiher, einen Badeweiher am südlichen Stadtrand von Endingen, etwa 0,32 ha.
    - → (Abgang des (Zweigarms in Endingen)) nach links auf etwa 193 m ü. NHN bei einer Schule südlich der Altstadt von Endingen, 0,9 km, siehe unten.
    - Schambach, von rechts auf etwa 182 m ü. NHN am Endinger Friedhof, 2,3 km. Entsteht auf etwa 212 m ü. NHN beim Röstehof südlich des Bahlinger Wegs.
      -  Links auf etwa 209 m ü. NHN einen Weiher am Röstehof, etwa 0,09 ha.
      -  Rechts auf etwa 186 m ü. NHN ein Tümpel im Hochwasserrückhaltebecken Schambachtal, etwa 0,05 ha.
      - Durchfließt das nicht dauereingestaute Hochwasserrückhaltebecken Schambachtal mit einem gewöhnlichen Hochwasserrückhalteraum von 26.500 m³.[LUBW 18]
      - ↓ (Ab der Kreisstraße 5145 (Endingen–Riegel am Kaiserstuhl) lokaler Name Kohlers Graben.)

    - (Zweigarm in Endingen), von links auf etwa 179 m ü. NHN beim Bahnhof von Endingen, 0,9 km, siehe oben.
    - Schlute Weisweil Käferhölzle, von rechts auf etwa 178 m ü. NHN. 0,2 km langer Graben längs der Maria-Theresia-Straße im Norden Endingens. Offenbar fehlerhaft zugeordneter Name, da weder Schlute noch in Weisweil gelegen.
    - ↓ (Ab Einmündung der sogenannten Schlute Weisweil Käferhölzle lokaler Name Endinger Vorflutgraben.)
    -  Rechts auf etwa 177 m ü. NHN ein Stillgewässer im Gewerbegebiet am Ortsrand von Endingen, etwa 0,06 ha.
    - ↓ (Ab dem Gewann Winkel am Endinger Stadtrand lokaler Name Schelmengraben.)
    -  Rechts auf etwa 176 m ü. NHN 6 Klärteiche einer ehemaligen Kläranlage in den Mannsmatten an der Kreisstraße 5146 (Endingen–Forchheim), etwa 1,1 ha.
    - ↓ (Ab dem vollständigen Eintritt des Gewässers in die Feldflur an der Endinger Umgehungsstraße lokaler Name Dorfgraben.)
    -  Links auf etwa 176 m ü. NHN Stillgewässer im Hochwasserrückhaltebecken Bergheimerweg, etwa 0,52 ha.
    - Durchfließt das nicht dauereingestaute Hochwasserrückhaltebecken Bergheimerweg mit einem gewöhnlichen Hochwasserrückhalteraum von 74.000 m³.[LUBW 19]
    - Tiefenbach, von links auf etwa 175 m ü. NHN südlich der Aussiedlerhöfe Hohenstein, 6,5 km. Entsteht auf etwa 311 m ü. NHN am Nordhang des Staffelbergs beim Gewann Backofen.
      - Durchfließt das nicht dauereingestaute Hochwasserrückhaltebecken Ohnestal mit einem gewöhnlichen Hochwasserrückhalteraum von 7.500 m³.[LUBW 20]
      - Tennenbach, von rechts auf etwa 212 m ü. NHN im Ortskern von Kiechlinsbergen, 2,4 km. Entsteht auf etwa 395 m ü. NHN zwischen dem Mittelberg und dem Bisamberg.
        - Tennenbach-Zufluss Läge, von rechts auf etwa 329 m ü. NHN, 0,2 km. Entsteht auf etwa 369 m ü. NHN, Klinge südlich des Gewanns Leger.
        - Tennenbach-Quellzufluss, von links auf etwa 289 m ü. NHN am Waldrand beim Gewann Lußbühl, 0,2 km. Entsteht auf etwa 309 m ü. NHN an einer Quelle im Talgrund des Tennenbachs.
        -  Rechts auf etwa 243 m ü. NHN ein als Ausgleichsfläche für Flurbereinigungsmaßnahmen im Rückhaltebecken angelegter Teich,[LUBW 21] etwa 0,05 ha.
        - Durchfließt am östlichen Ortsrand von Kiechlinsbergen das nicht dauereingestaute Hochwasserrückhaltebecken Dietenberg mit einem gewöhnlichen Hochwasserrückhalteraum von 13.000 m³.[LUBW 22]

      - Rechts bei der Weinberghalle zwischen den Endinger Stadtteilen Kiechlinsbergen und Königschaffhausen das nicht dauereingestaute Hochwasserrückhaltebecken Großmatten mit einem gewöhnlichen Hochwasserrückhalteraum von 21.000 m³.[LUBW 23]
      - Durchfließt nördlich von Königschaffhausen das nicht dauereingestaute Hochwasserrückhaltebecken Hofmattenäcker mit einem gewöhnlichen Hochwasserrückhalteraum von 13.300 m³.[LUBW 24]

    - ↓ (Ab einer Feldwegbrücke beim Gewann Muhrmatten lokaler Name Muhrgraben.)
    - Leiselheimgraben, von links auf etwa 172 m ü. NHN beim Gewann Muhrmatten, 2,7 km. Entsteht auf etwa 269 m ü. NHN südlich von Leiselheim in den Weinbergen beim Gewann Einpflanz. Formale Anbindung eines Gewässers aus dem Kaiserstuhl, das auf seinem Schwemmfächer oder auf der generell gewässerarmen Niederterrasse versickert.[5]
      - Durchfließt am südlichen Ortsrand von Leiselheim das nicht dauereingestaute Hochwasserrückhaltebecken Hüttenbühl mit einem gewöhnlichen Hochwasserrückhalteraum von 10.000 m³.[LUBW 25]
      -  Links auf etwa 179 m ü. NHN im Gewann Schlössle östlich von Sasbach am Kaiserstuhl 8 Baggerseen in einem Kiesgrubengelände, als Anglerteiche genutzt,[LUBW 26] etwa 2,0 ha.
      -  Links auf etwa 179 m ü. NHN die Kiesgrube Amann im Gewann Fischersort am östlichen Ortsrand von Sasbach, etwa 3,5 ha.
      -  Links auf etwa 178 m ü. NHN ein Weiher westlich der Aussiedlerhöfe Langenbacherhof, etwa 0,29 ha.
      -  Links auf etwa 178 m ü. NHN der Sasbacher Anglersee[LUBW 27] an der Landesstraße 104 (Sasbach–Wyhl), etwa 0,58 ha.
      -  Links auf etwa 178 m ü. NHN die als Anglersee genutzte[LUBW 28] Kiesgrube Henninger im Gewann Ober Bettelheckle an der Landesstraße 104 südlich von Wyhl, etwa 0,74 ha.
      -  Links auf etwa 176 m ü. NHN Baggersee im Gewann Ober Bettelheckle an der Landesstraße 104 südlich von Wyhl, etwa 4,3 ha.
      -  Links auf etwa 177 m ü. NHN Baggersee im Gewann Unter Bettelheckle an der Landesstraße 104 südwestlich von Wyhl, etwa 20,2 ha.

    -  Links auf etwa 172 m ü. NHN 2 Angelteiche südwestlich der Aussiedlerhöfe Petershöfe beim Gewann Obere Muhrmatten, etwa 0,22 ha.
    - Sankertgraben, von rechts auf etwa 171 m ü. NHN bei den Hohmatten zwischen Wyhl und Weisweil, 2,2 km. Entsteht auf etwa 185 m ü. NHN südlich von Riegel und westlich des Dürlebergs als Abzweig des Wihlbachs, einem Zufluss der Elz. Formale Anbindung eines Gewässers aus dem Kaiserstuhl, das auf seinem Schwemmfächer oder auf der generell gewässerarmen Niederterrasse versickert.[5]
      -  rechts auf etwa 178 m ü. NHN der Große und der Kleine Gehrpfadweiher im Gewann Gehrpfad nördlich von Riegel am Leopoldskanal. Baggerseen, mittlerweile als Angelgewässer genutzt,[LUBW 29] etwa 2,6 ha.
      -  Rechts auf etwa 178 m ü. NHN ein durch Kiesabbau entstandenes Kleingewässer[LUBW 30] bei den Gehrpfadhöfen, etwa 0,13 ha.
      -  rechts auf etwa 176 m ü. NHN der durch einen Damm geteilte Baggersee Müller am Leopoldskanal nördlich der Gehrpfadhöfe, Badesee mit Campingplatz, zusammen etwa 11,7 ha.
      -  Laut topographischer Karte endet der Sankertgraben auf etwa 177 m ü. NHN in einem kleinen Baggersee westlich der Gehrpfadhöfe beim Wyhlerbühl, etwa 0,22 ha.
      -  Rechts auf etwa 176 m ü. NHN der Baggersee Kieswerk Vogel südwestlich des Leopoldskanals und südöstlich der Landesstraße 105 (Kenzingen–Endingen), etwa 14,1 ha.

    - ☓ (unterquert auf etwa 171 m ü. NHN beim Gewann Sandweier den Inneren Rhein (lokaler Name Weisweiler Mühlbach), siehe oben.)
    - Schlute Welschwörth Grünle, von links auf etwa 169 m ü. NHN beim Gewann Haagmatte westlich von Weisweil, 1,1 km. Entsteht auf etwa 170 m ü. NHN am Rheindamm im Norden des Gewanns Welschwörth.
    - ↓ (Ab der Einmündung der Schlute Welschwörth Grünle lokaler Name Flut.)
      -  Links auf etwa 169 m ü. NHN ein Altwasser südlich der Kreisstraße 5135  (Rheinufer–Weisweil) beim Schützenhaus von Weisweil, etwa 0,71 ha.

    - → (Abgang des Zweigarms Altbotten Gründle) nach rechts auf etwa 169 m ü. NHN beim Gewann Altbotten Gründle am westlichen Ortsrand von Weisweil, 0,3 km.
    - Schlute Weisweil Stauwehr 3, von links auf etwa 169 m ü. NHN beim Gewann Altbotten Gründle am westlichen Ortsrand von Weisweil, 0,3 km. Entsteht auf etwa 169 m ü. NHN nördlich der Kreisstraße 5135.
    - Altbotten Gründle, von rechts auf etwa 169 m ü. NHN beim Gewann Altbotten Gründle am westlichen Ortsrand von Weisweil. 0,3 km langer Zweigarm.
    - → (Abgang des Stückergrabens) nach links auf etwa 168 m ü. NHN am Rheindamm bei den Hagenmatten nördlich von Weisweil, mündet nach 5,6 km von rechts bei km 253,8 in den Restrhein.
    - ↓ (Ab dem Abzweig des Stückergrabens lokaler Name Stückerwasser.)
    -  Rechts auf etwa 167 m ü. NHN der als Angelsee genutzte frühere Baggersee im Gewann Brentsand, etwa 0,39 ha.

### Zufluss Innerer Rhein unterhalb des Stückerwassers
- - ↓ (Ab der Einmündung des Stückerwassers lokaler Name Innerer Rhein.)
  - ☓ (Unterquert auf etwa 167 m ü. NHN beim Walddistrikt Totenköpfle südwestlich von Oberhausen den Leopoldskanal.)
  -  Rechts auf etwa 166 m ü. NHN 8 Fischteiche beim Gewann Obere Sändle südwestlich von Oberhausen, etwa 0,33 ha.
  - Krummekehl, von links auf etwa 165 m ü. NHN beim Gewann Neunenmörder südwestlich von Niederhausen, 2,1 km. Entsteht auf etwa 166 m ü. NHN im Gewann Obere Waschgrün am Leopoldskanal westlich von Oberhausen.
  -  Rechts auf etwa 165 m ü. NHN 17 Fischteiche westlich von Niederhausen beim Gewann Sändle, etwa 0,87 ha.
  -  Links auf etwa 165 m ü. NHN 3 Fischteiche westlich von Niederhausen beim Gewann Sändle, etwa 0,22 ha.
  - Gießen im Suppengrund,[LUBW 31] von links auf etwa 165 m ü. NHN beim Gewann Untere Haphau westlich von Niederhausen, 1,7 km. Entsteht auf etwa 166 m ü. NHN beim Gewann Untere Ruhsand westlich von Oberhausen.
    -  rechts auf etwa 166 m ü. NHN zwei Baggerseen im Gewann Untere Ruhsand am Leopoldskanal westlich von Oberhausen, etwa 1,3 ha.
    - → (Abgang des Zollkopfgrabens) nach links auf etwa 165 m ü. NHN beim Gewann Langsande südlich des Rheinauenhofs, mündet nach 1,8 km[LUBW 32] in den Inneren Rhein, siehe unten.

  - Hackgraben, von rechts auf etwa 165 m ü. NHN beim Gewann Untere Haphau westlich von Niederhausen, 5,4 km. Entsteht auf etwa 171 m ü. NHN als Abzweig von der Elz (lokaler Name Alte Elz) bei den Kieslöchlematten östlich von Oberhausen.
    -  Oberhalb des Abzweigs des Hackgrabens im Einzugsgebiet des Durchgehenden Altrheinzugs auf etwa 175 m ü. NHN der Baggersee Klausensee nördlich der Klausenhöfe an der Bundesautobahn 5, etwa 6,8 ha.
    -  Oberhalb des Abzweigs des Hackgrabens im Einzugsgebiet des Durchgehenden Altrheinzugs auf etwa 173 m ü. NHN der Baggersee Kenzingen in 4 Teilflächen nordwestlich des Leopoldskanals beidseits der Kreisstraße 5135 (Weisweil–Kenzingen), etwa 40,7 ha.
    -  Oberhalb des Abzweigs des Hackgrabens im Einzugsgebiet des Durchgehenden Altrheinzugs auf etwa 171 m ü. NHN die Baggerseen Hafenähre in 3 Teilflächen nordwestlich des Leopoldskanals und südlich der Kreisstraße 5123 (Weisweil–Oberhausen), etwa 0,85 ha.
    -  Oberhalb des Abzweigs des Hackgrabens im Einzugsgebiet des Durchgehenden Altrheinzugs auf etwa 171 m ü. NHN kleiner ehemaliger Baggersee im Gewann Zwischen den Rennwegen südlich von Rheinhausen-Oberhausen, etwa 0,25 ha.
    -  links am Abzweig des Hackgrabens auf etwa 172 m ü. NHN der Baggersee Birkenwaldsee südlich des Seehofs, etwa 5,3 ha.

  -  Rechts auf etwa 165 m ü. NHN ein Weiher im Gewann Biegsändle, etwa 0,11 ha.
  - Zollkopfgraben, von links auf etwa 164 m ü. NHN beim Pumpwerk Rheinhausen, 1,8 km.[LUBW 32] Entsteht als Abzweig des Gießens im Suppengrund, siehe oben.

### Innerer Rhein bis Mündung
- Meliorationsgraben, von links auf etwa 163 m ü. NHN westlich des Streitkopfes, 1,2 km. Entsteht als Abzweig des Dornskopfes, siehe unten.
- → (Abgang des Neuen Grabens) nach rechts auf etwa 163 m ü. NHN westlich des Streitkopfes, verlässt das Einzugsgebiet des Durchgehenden Altrheinzugs und mündet nach 2,4 km in die Blinde Elz.
- Durchfließt die Altrheinarme Taubergießen, etwa 38,0 ha. System von nach Norden breiter werdenden Altarmen, umfasst neben dem Durchgehenden Altrheinzug auch einige seiner Zuflüsse sowie Wasserflächen außerhalb des Einzugsgebiets des Durchgehenden Altrheinzugs.
- → (Abgang des (Zweigarms Steinsporer)) nach rechts auf etwa 163 m ü. NHN, 0,2 km.
- (Zweigarm Steinsporer) von rechts auf etwa 163 m ü. NHN, 0,2 km.
- Meliorationsgraben, von links auf etwa 163 m ü. NHN beim Gewann Steinsporer, 0,5 km. Entsteht als Abzweig des Dornskopfes, siehe unten.
- (Altwasser am Dornskopf), von links auf etwa 163 m ü. NHN beim Gewann Steinsporer, 0,5 km. Entsteht als Abzweig des Dornskopfes, siehe unten.

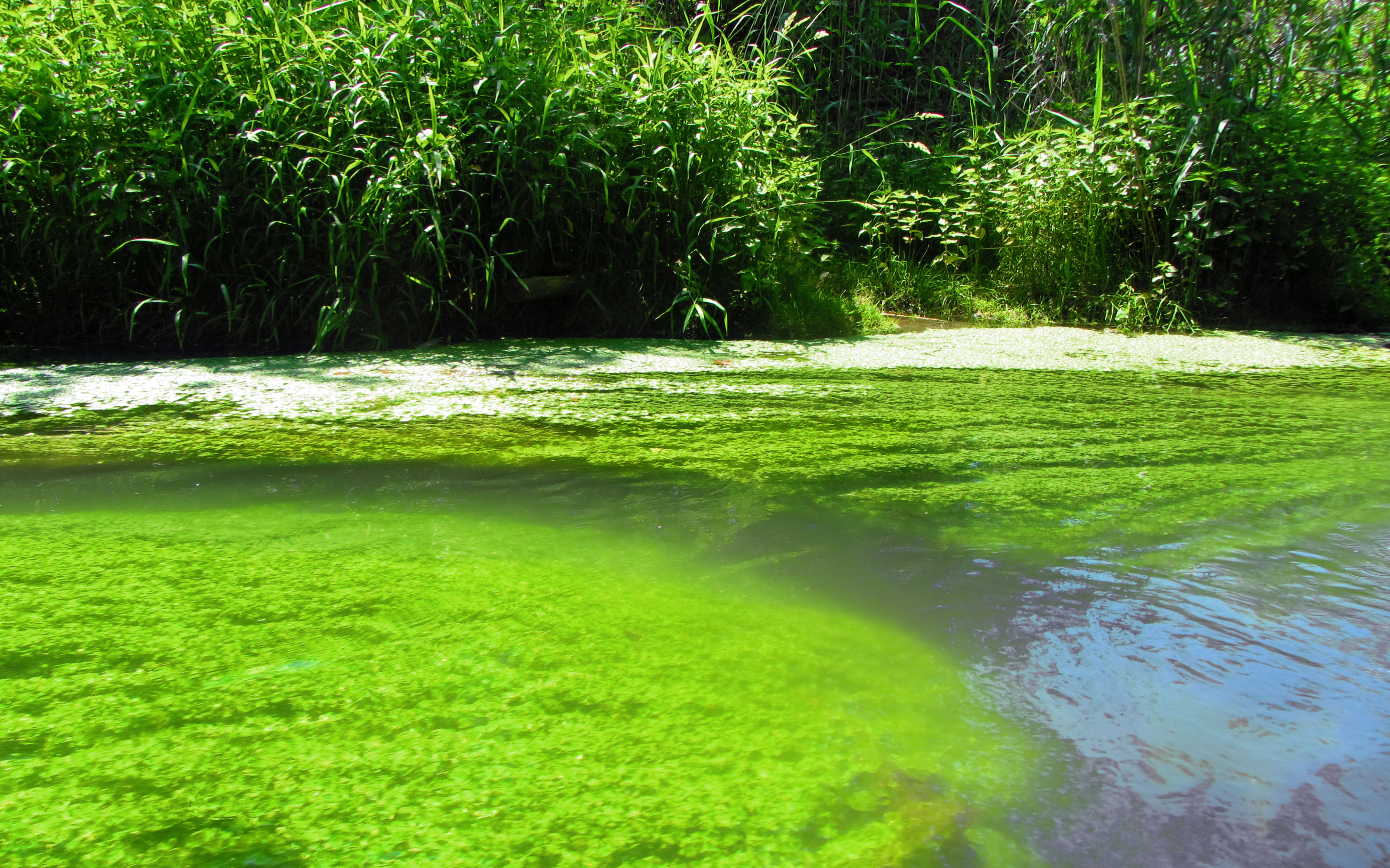
Alter Rappenkopf

- → (Abgang des Zweigarms Alter Rappenkopf) nach rechts auf etwa 162 m ü. NHN im Süden des Gewanns Alter Rappenkopf, 1,3 km, siehe unten.
- Dornskopf, von links auf etwa 162 m ü. NHN beim Alten Rappenkopf, 5,8 km. Entsteht unter dem lokalen Namen Entenhott als Abzweig des Durchgehenden Altrheinzugs, siehe oben. Der Dornskopf wird auch als Kleiner Rhein bezeichnet.[6]
  - → (Abgang der Ausleitung Entenhott) nach rechts auf etwa 165 m ü. NHN im Gewann Hutterngrund, mündet nach 1,0 km in den Durchgehenden Altrheinzug, siehe oben.
  -  Links auf etwa 164 m ü. NHN ein Stillgewässer im Bannwald Langgrien, etwa 0,32 ha. Laut Biotopkartierung ein Giessen mit klarem Wasser und Anbindung an das Entenhott.[LUBW 33]
  - Hausgrundkehle, von links auf etwa 164 m ü. NHN südwestlich des Gewanns Langgrien, 1,1 km. Entsteht auf etwa 165 m ü. NHN zwischen den Gewannen Hutterngrund und Hausgrund.
    -  Links auf etwa 165 m ü. NHN der Baggersee im Hausgrund,[LUBW 34] etwa 0,80 ha.

  - → (Abgang des Meliorationsgrabens) nach rechts auf etwa 164 m ü. NHN westlich des Unteren Langgriens, mündet nach 1,2 km in den Durchgehenden Altrheinzug, siehe oben.
  - Langgruner Kehle, von links auf etwa 164 m ü. NHN westlich des Unteren Langgriens, 0,6 km. Entsteht auf etwa 164 m ü. NHN beim Gewann Niemandsplatz als Abzweig des Stückergrabens kurz vor dessen Mündung in den Rhein. Der außerhalb des Einzugsgebiets des Durchgehenden Altrheinzugs liegende Stückergraben zweigt vom Stückerwasser ab und unterquert neben dem Durchgehenden Altrheinzug den Leopoldskanal, siehe oben.
  - → (Abgang des Meliorationsgrabens) nach rechts auf etwa 163 m ü. NHN bei YY, mündet nach 0,5 km in den Durchgehenden Altrheinzug, siehe oben.
  - Entenhott, von links auf etwa 163 m ü. NHN zwischen Schaftsheugrund und Streitkopf, 1,2 km. Entsteht auf etwa 164 m ü. NHN als Abzweig vom Restrhein bei km 254,8 im Süden des Schaftheugrundes.
- ↓ (Ab der Einmündung des Entenhotts lokaler Name Dornskopf.)
  -  Links auf etwa 163 m ü. NHN ein Altwasser im Norden des Schaftheugrundes, etwa 0,23 ha.
  - → (Abgang des (Altwassers am Dornskopf)) nach rechts auf etwa 163 m ü. NHN nördlich des Schaftheugrundes, mündet nach 0,5 km in den Durchgehenden Altrheinzug, siehe oben.
  - Peregrins Kehle, von links auf etwa 163 m ü. NHN zwischen Alten und Neuen Rappenkopf, 0,7 km. Entsteht auf etwa 164 m ü. NHN als Abzweig vom Restrhein bei km 256,2 südlich des Neuen Rappenkopfes.
- Alter Rappenkopf, von rechts auf etwa 162 m ü. NHN beim Buckelkopf, 1,3 km langer Zweigarm, siehe oben.

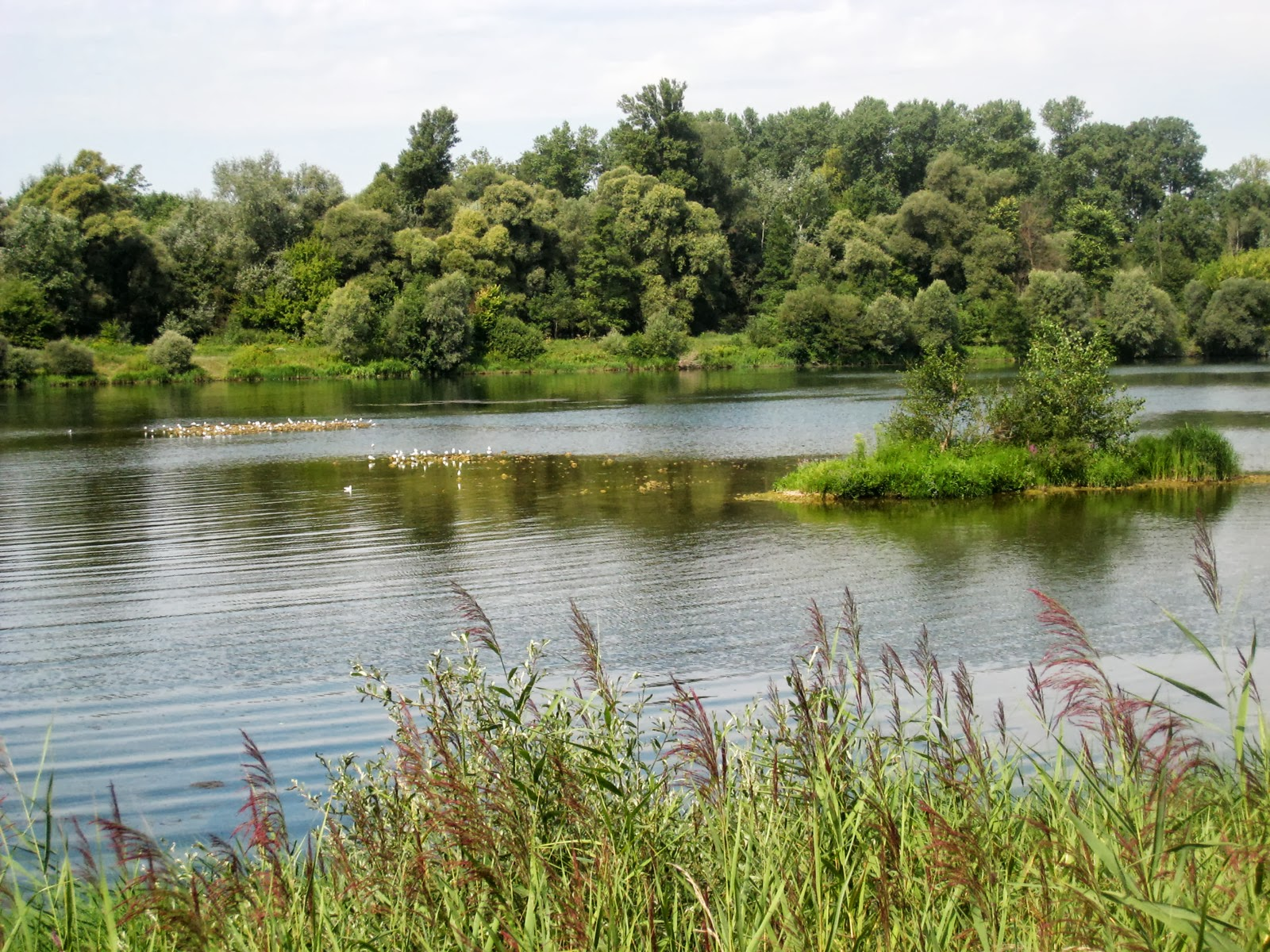
Herrenkopfkehle

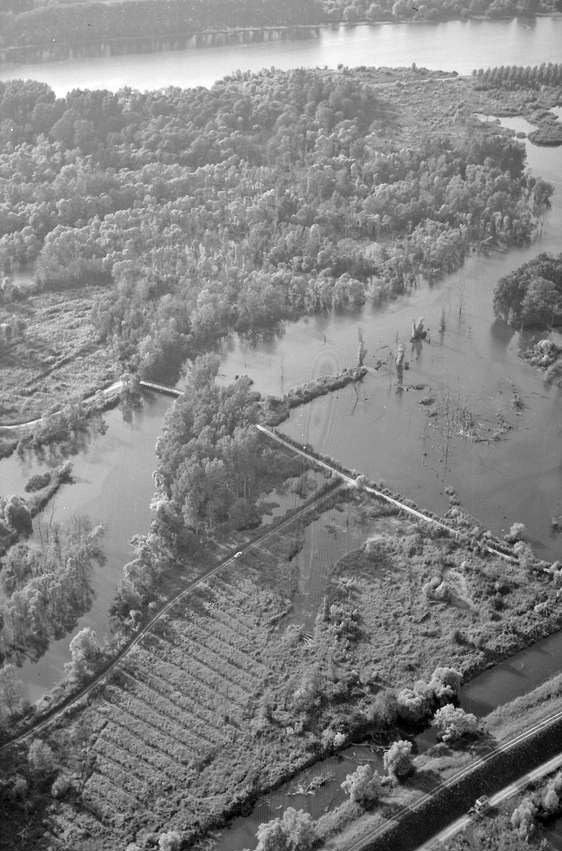
Unten rechts der Durchgehende Altrheinzug vor dem Rheindamm, in Bildmitte die aufgeweitete Rennkehle, im Hintergrund der Restrhein (Willy Pragher, 1973)

- → (Abgang der Rennkehle) nach links auf etwa 161 m ü. NHN südlich des Herrenkopfgrundes, gehört nicht zum Einzugsgebiet des Durchgehenden Altrheinzuges. Vereinigt sich mit weiteren Altarmen wie der Herrenkopfkehle und mündet nach 3,1 km knapp oberhalb der Fähre Rhinau–Kappel in den Rhein. Im Mündungsbereich durch Kiesabbau und Rückstau der Staustufe Gerstheim stark aufgeweitet.
- Links auf etwa 160 m ü. NHN das Altwasser am Herrenkopf, etwa 0,50 ha.
- Durchfließt auf etwa 159 m ü. NHN ein Altwasser am Atzelkopf, etwa 0,66 ha.
- Durchfließt auf rund 2 km teils seenartig aufgeweitete Altwasser beidseits der Landesstraße 106 (Rheinfähre–Kappel), als Stillgewässer mit etwa 5,7 ha Fläche ausgewiesen.
- Links auf etwa 159 m ü. NHN ein Stillgewässer am Fähranleger Kappel, etwa 1,2 ha.
- Rechts auf etwa 159 m ü. NHN zwei Altwasser am Atzelkopf, etwa 0,32 ha.
- Links auf etwa 158 m ü. NHN ein Baggersee beim Gewann Breitsand, etwa 3,5 ha.
- Durchfließt auf rund 1,2 km teils seenartig aufgeweitete Altarme, auch Breitsandkehle genannt,[LUBW 35] etwa 3,7 ha.
- (Rheinseitengraben Kappel), von links auf etwa 157 m ü. NHN am Rheindamm bei km 263,4, 2,4 km. Entsteht auf etwa 160 m ü. NHN am Fähranleger Kappel.
  -  Durchfließt in seinem Gesamtlauf 2 annähernd rechteckige Seen, durch Materialentnahme beim Bau des Rheinseitendamms entstanden.[1] Zusammen etwa 2,3 ha.
- Durchfließt auf etwa 157 m ü. NHN ein als See ausgewiesenes Altwasser bei Rhein-km 263,5, etwa 0,52 ha.
- rechts auf etwa 157 m ü. NHN ein Altwasser im Gewann Breitsand, etwa 0,13 ha.

Mündung des Durchgehenden Altrheinzugs von links und Westsüdwest auf 157 m ü. NHN südlich von Schwanau-Wittenweier beim Gewann Griesacker Köpfle in die Elz. Der Altrheinzug ist 43,2 km lang und hat ein 134 km² großes Einzugsgebiet.

### LUBW
Amtliche Online-Gewässerkarte mit passendem Ausschnitt und den hier benutzten Layern: Lauf und Einzugsgebiet des Durchgehenden Altrheinzugs

Allgemeiner Einstieg ohne Voreinstellungen und Layer: Daten- und Kartendienst der Landesanstalt für Umwelt Baden-Württemberg (LUBW) (Hinweise)
1. ↑  Länge nach dem Layer Gewässernetz (AWGN).
2. ↑  Seefläche nach dem Layer Stehende Gewässer.
3. ↑  Höhe nach dem Digitalen Geländemodell der Online-Gewässerkarte.
4. ↑  Waldbiotopkartierung Baden-Württemberg, Erhebungsbogen Altwasser Waldweiher SW Oberer Hartwald. Biotopnummer: 279113153109. (Abgerufen am 10. Oktober 2019).
5. ↑  Waldbiotopkartierung Baden-Württemberg, Erhebungsbogen Waldloch SW Jägerhof. Biotopnummer: 279113153107. (Abgerufen am 10. Oktober 2019).
6. ↑  Waldbiotopkartierung Baden-Württemberg, Erhebungsbogen NSG “Rappennestgießen” Quelltopf W Burkheim. Biotopnummer: 278113153039. (Abgerufen am 10. Oktober 2019).
7. ↑  Waldbiotopkartierung Baden-Württemberg, Erhebungsbogen Weiher O Entenlochwinkel. Biotopnummer: 279113153071. (Abgerufen am 10. Oktober 2019).
8. ↑  Waldbiotopkartierung Baden-Württemberg, Erhebungsbogen Fischweiher SW Jechtingen. Biotopnummer: 278113163029. (Abgerufen am 10. Oktober 2019).
9. ↑  Steckbrief HRB V bei der LUBW (abgerufen am 10. Oktober 2019).
10. ↑  Waldbiotopkartierung Baden-Württemberg, Erhebungsbogen Tümpel SW Sasbach. Biotopnummer: 278113163025. (Abgerufen am 11. Oktober 2019).
11. ↑  Waldbiotopkartierung Baden-Württemberg, Erhebungsbogen Verlandete Schlut im Weiher Biotopnummer: 278113162225. (Abgerufen am 11. Oktober 2019).
12. ↑  Waldbiotopkartierung Baden-Württemberg, Erhebungsbogen Seerosenloch NW Wyhl. Biotopnummer: 278113162226. (Abgerufen am 11. Oktober 2019).
13. ↑  Waldbiotopkartierung Baden-Württemberg, Erhebungsbogen Baggersee am Hasenkopf. Biotopnummer: 278113162208. (Abgerufen am 11. Oktober 2019).
14. ↑  Waldbiotopkartierung Baden-Württemberg, Erhebungsbogen Verlandende Schlut am Moosmichelskopf. Biotopnummer: 277123162085. (Abgerufen am 13. Oktober 2019).
15. ↑  Waldbiotopkartierung Baden-Württemberg, Erhebungsbogen Altwasser O Judenkopf (1). Biotopnummer: 277123162078. (Abgerufen am 13. Oktober 2019).
16. ↑  Länge laut Layer Gewässernamen.
Im Layer Gewässernetz nur der untere Teil des Gewässers mit einer Länge von 0,4 km enthalten.
17. 1 2  Waldbiotopkartierung Baden-Württemberg, Erhebungsbogen Gießen im Hutterngrund (2). Biotopnummer: 277123162052. (Abgerufen am 13. Oktober 2019).
18. ↑  Steckbrief HRB Schambachtal bei der LUBW (abgerufen am 15. Oktober 2019).
19. ↑  Steckbrief HRB Bergheimerweg bei der LUBW (abgerufen am 15. Oktober 2019).
20. ↑  Steckbrief HRB Ohnestal bei der LUBW (abgerufen am 15. Oktober 2019).
21. ↑  Offenland-Biotopkartierung Baden-Württemberg, Erhebungsbogen Feuchtbiotop ‘Dietenberg’. Biotopnummer: 178113160142. (Abgerufen am 16. Oktober 2019).
22. ↑  Steckbrief HRB Dietenberg bei der LUBW (abgerufen am 16. Oktober 2019).
23. ↑  Steckbrief HRB Großmatten bei der LUBW (abgerufen am 16. Oktober 2019).
24. ↑  Steckbrief HRB Hofmattenäcker bei der LUBW (abgerufen am 16. Oktober 2019).
25. ↑  Steckbrief HRB Hüttenbühl bei der LUBW (abgerufen am 16. Oktober 2019).
26. ↑  Offenland-Biotopkartierung Baden-Württemberg, Erhebungsbogen [https://udo.lubw.baden-wuerttemberg.de/public/pages/download/index.xhtml?file=rep7837229910830917792.pdf&mimetype=application%2Fpdf&printname=Biotop%20-%20Erhebungsbogen Schilfröhrichte und Silberweidenfeldgehölze im ‘Schlößle’.
Biotopnummer: 178113160047.] (Abgerufen am 16. Oktober 2019).
27. ↑  Offenland-Biotopkartierung Baden-Württemberg, Erhebungsbogen Feldgehölz um Anglersee an der L 104. Biotopnummer: 178113160044. (Abgerufen am 16. Oktober 2019).
28. ↑  Offenland-Biotopkartierung Baden-Württemberg, Erhebungsbogen Verlandungsbereich und Röhricht an Angelsee südlich Wyhl. Biotopnummer: 178113160022. (Abgerufen am 16. Oktober 2019).
29. ↑  Offenland-Biotopkartierung Baden-Württemberg, Erhebungsbogen Schilfröhrichte an Baggersee im Gewann Gehrpfad N Riegel. Biotopnummer: 178123160323. (Abgerufen am 16. Oktober 2019).
30. ↑  Offenland-Biotopkartierung Baden-Württemberg, Erhebungsbogen Rohrkolben-Röhricht nahe Riegeler Baggersee. Biotopnummer: 178123160321. (Abgerufen am 16. Oktober 2019).
31. ↑  Waldbiotopkartierung Baden-Württemberg, Erhebungsbogen Gießen im Suppengrund. Biotopnummer: 277123162067. (Abgerufen am 19. Oktober 2019).
32. 1 2  Länge nach dem Layer Gewässername.
Die Mündung des Zollkopfgrabens in den Inneren Rhein wurde im Zuge von Hochwasserschutzmaßnahmen für Rheinhausen verlegt. Der Layer Gewässername stellt den neuen Verlauf, der Layer Gewässernetz den alten Verlauf dar.
33. ↑  Waldbiotopkartierung Baden-Württemberg, Erhebungsbogen Bannwald "Langgrien" O Hausgrund-Gießen. Biotopnummer: 277123162025. (Abgerufen am 18. Oktober 2019).
34. ↑  Waldbiotopkartierung Baden-Württemberg, Erhebungsbogen Baggersee im Hausgrund. Biotopnummer: 277123162024. (Abgerufen am 18. Oktober 2019).
35. ↑  Waldbiotopkartierung Baden-Württemberg, Erhebungsbogen Altarm SO Rhinau. Biotopnummer: 276123173022. (Abgerufen am 18. Oktober 2019).
36. ↑  Einzugsgebiet nach dem Layer Basiseinzugsgebiet (AWGN).

### Andere Belege
1. 1 2 3  Rheinhard Räger: Vorläufige Stellungnahme zum geplanten Ausbau des Oberrheins von Straßburg bis Karlsruhe. In: Deutscher Rat für Landespflege (Hrsg.): Landespflege am Oberrhein. Stellungnahme des Deutschen Rates für Landespflege und Berichte über den Ausbau des Oberrheins zwischen Basel und Karlsruhe und seine landespflegerischen Auswirkungen anläßlich von Bereisungen des Rates im Juni und September 1967. (=Schriftenreihe des Deutschen Rates für Landespflege, Band 10) Bonn-Bad Godesberg 1968, S. 61–67, hier S. 62 (Download).
2. ↑  Regierungspräsidium Freiburg: Naturschutzgebiet Taubergießen. Faltblatt mit Karte, September 2019 (pdf, 2,6 MB).
3. ↑  BND lüftet Geheimnis um Abhöranlage. Stuttgarter Nachrichten, 6. Juni 2014 (Abgerufen am 14. Oktober 2019).
4. ↑  Erleweiher - Badesee & Lebensqualität in Endingen am Kaiserstuhl | Mitwelt. Abgerufen am 21. Februar 2023.
5. 1 2  R. Möckel: Oberflächenformen. In: Landesarchivdirektion Baden-Württemberg, Landkreis Emmendingen (Hrsg.): Der Landkreis Emmendingen. Band 1, Thorbecke, Stuttgart 1999, ISBN 3-7995-1361-2, S. 35–51, hier S. 50.
6. ↑  Werner Krause: Das Taubergießengebiet, Beispiel jüngster Standortgeschichte in der Oberrheinebene. In: Landesstelle für Naturschutz und Landschaftspflege Baden-Württemberg (Hrsg.): Das Taubergiessengebiet. Eine Rheinauenlandschaft. (=Die Natur- und Landschaftsschutzgebiete Baden-Württembergs, Band 7) Landesstelle für Naturschutz und Landschaftspflege, Ludwigsburg 1975, S. 147–172, hier S. 153.